# Комісія державних нагород та геральдики
Комісія державних нагород та геральдики — є дорадчим органом, який утворюється при Президентові України для попереднього розгляду питань, пов'язаних із нагородженням державними нагородами України, та забезпечення єдиного підходу до розвитку нагородної та геральдичної справи.

## Завдання Комісії
- підготовка проєктів нормативно-правових актів з питань державних нагород України та геральдичної справи;
- підготовка висновків щодо порушених перед Президентом України клопотань про нагородження державними нагородами України, позбавлення державних нагород України, поновлення у правах на державні нагороди України, видачу дублікатів нагород або документів про нагородження;
- узагальнення практики нагородження державними нагородами України і розвитку нагородної та геральдичної справи, підготовка відповідних пропозицій Президентові України;
- розгляд питань про передачу музеям державних нагород на тимчасове або постійне зберігання;
- здійснення експертизи проєктів: малюнків та описів знаків державних нагород України; зразків документів про нагородження державними нагородами України; малюнків та описів символіки центральних органів виконавчої влади; малюнків та описів відомчих заохочувальних відзнак; передбачених законодавством знаків розрізнення військовослужбовців, а також організаційне та методичне забезпечення процесів, пов'язаних із розвитком геральдичної справи.

## Склад Комісії державних нагород та геральдики
- Єрмак Андрій Борисович — Керівник Офісу Президента України, голова Комісії[1][2]
- Дніпров Олексій Сергійович — Керівник Апарату Офісу Президента України, заступник голови Комісії
- Бокотей Андрій Андрійович — професор кафедри Львівської національної академії мистецтв (за згодою)
- Бузало Віктор Йосипович — член Українського геральдичного товариства (за згодою)
- Гречило Андрій Богданович — голова Українського геральдичного товариства, провідний науковий співробітник Інституту української археографії та джерелознавства імені М. С. Грушевського НАН України (за згодою)
- Копиленко Олександр Любимович — директор Інституту законодавства Верховної Ради України, академік Національної академії наук України, академік Національної академії правових наук України (за згодою)
- Кремень Василь Григорович — президент Національної академії педагогічних наук України, академік Національної академії наук України (за згодою)
- Мазепа Ігор Всеволодович — голова координаційної ради Міжнародної громадської організації «Родина Мазеп» (за згодою)
- Мацько Олександр Борисович — член Ради волонтерів при Міністерстві оборони України (за згодою)
- Москаленко Юрій Володимирович — координатор Білоцерківської волонтерської групи (за згодою)
- Осідак Андрій Віталійович — Керівник Департаменту з питань громадянства, помилування, державних нагород Офісу Президента України, відповідальний секретар Комісії
- Покотило Олексій Іванович — керівник Головного управління з питань воєнної безпеки Директорату з питань національної безпеки та оборони Офісу Президента України
- Савчук Юрій Костянтинович — старший науковий співробітник Інституту історії України НАН України (за згодою)
- Чмир Микола Васильович — член Українського геральдичного товариства (за згодою).